# گورستان بان گوری
قبرستان بان گوری مربوط به عصر مفرغ است و در شهرستان چرداول، بخش هلیلان، دهستان هلیلان، ۲ کیلومتری جنوب روستای ماهیزان واقع شده و این اثر در تاریخ ۷ اسفند ۱۳۸۶ با شمارهٔ ثبت ۲۱۲۸۷ به‌عنوان یکی از آثار ملی ایران به ثبت رسیده است.